# 伊利亚·恰夫恰瓦泽

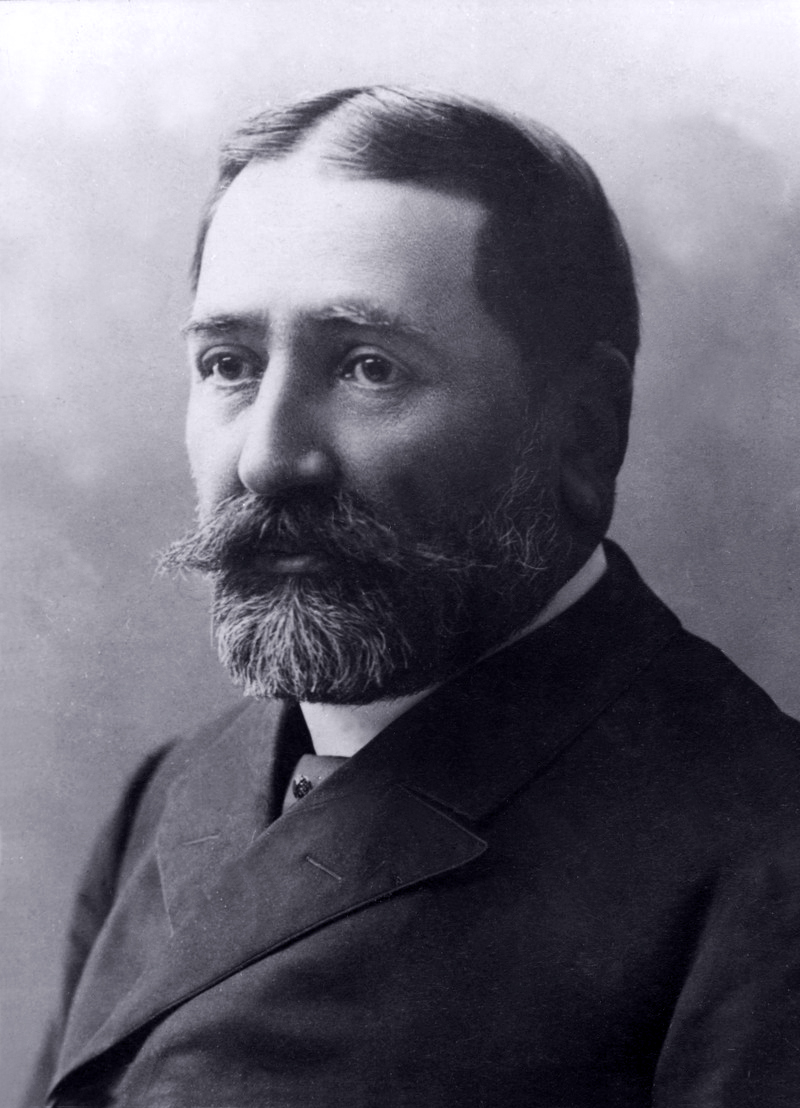

伊利亚·恰夫恰瓦泽（1837年11月8日 — 1907年9月12日）格鲁吉亚作家、政治人物、诗人、出版者，他领导了19世纪下半叶俄罗斯统治下格鲁吉亚民族运动党复兴。他是格鲁吉亚最普遍尊重的英雄。斯大林青年时期曾将自己写的诗给恰夫恰瓦泽，并得到了恰夫恰瓦泽的赏识得以出版。